# Amir Gross Kabiri
Amir Gross Kabiri (en hebreo: אמיר גרוס כבירי‎; Tel Aviv, 29 de agosto de 1980) es un empresario israelí, coleccionista de arte, propietario de Hapoel Tel-Aviv F.C., Presidente del Centro M. T. Abraham de Artes Visuales y del Hermitage Museum Foundation Israel.

## Biografía
Kabiri nació el 29 de agosto de 1980. Asistió a la escuela secundaria Ironi Daled en Tel Aviv, Israel desde 1992 hasta 1998, donde se especializó en administración de empresas y economía gerencial.

Kabiri se convirtió en presidente del Centro M. T. Abraham de Artes Visuales en enero de 2004, cuando supervisó la exposición de 74 estatuas de Edgar Degas en el Museo de Arte de Tel Aviv, el Instituto Valenciano de Arte Moderno y el Museo del Hermitage, entre otros.

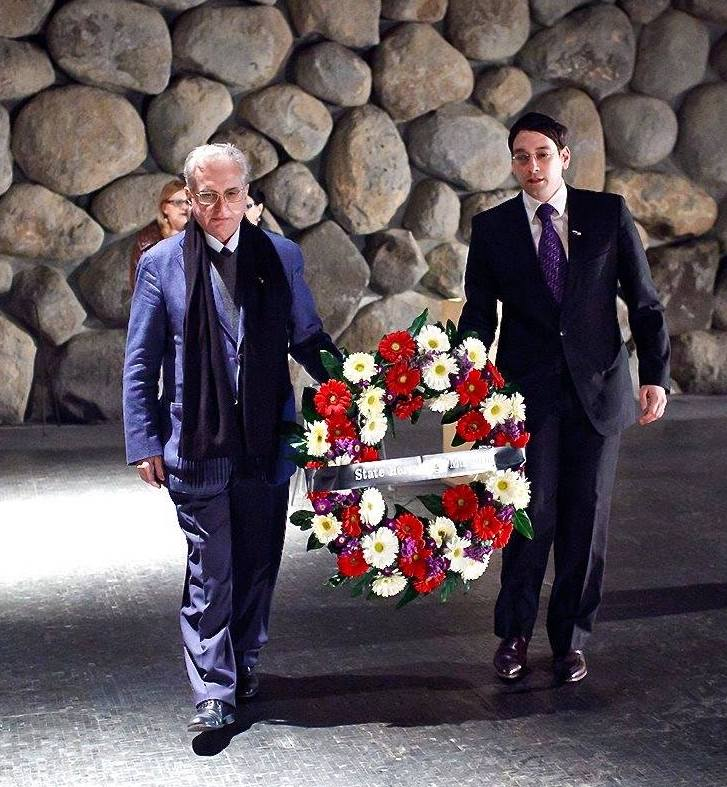
Yad Vashem, Jerusalem 2013

Durante 2012, codirigió una publicación que relataba cómo los soviéticos comerciaron el arte de su nación (1917-1938), e incluía obras de arte extraídas de las colecciones del Museo Estatal del Hermitage, titulado Selling Russia's Treasures. En el mismo año, organizó en el Museo Estatal del Hermitage un coloquio internacional, Bronces Póstumos en Derecho e Historia del Arte, que reunió a directores de museos, historiadores del arte y expertos legales.
A principios de 2013, con el apoyo y la colaboración del Comité Lissitzky en Novosibirsk y el Van Abbemuseum en Eindhoven, Kabiri editó y administró la publicación del catálogo "El período judío" de El Lissitzky, el primer volumen entre cuatro sobre la obra del artista, mientras que en el mismo año organizó y apoyó la exposición "Lissitzky - Kabakov, Utopia y realidad", cedida al Museo Estatal del Hermitage, el Museo Multimedia de Moscú y el Kunsthaus Graz.
En 2013, Kabiri coeditó la publicación “White city – Bauhaus Architecture in Tel Aviv” que presenta el patrimonio arquitectónico Bauhaus de Tel Aviv; y coeditó y dirigió la publicación “Lissitzky - Kabakov, Utopia and Reality”.
El Prof. Mikhail B. Piotrovsky, director del Museo Estatal del Hermitage en San Petersburgo, acordó con Kabiri dirigir la Hermitage Museum Foundation Israel, cuyo principal objetivo es apoyar al Museo del Hermitage en sus actividades artísticas, científicas, culturales y educativas.
En 2014, como parte de los "Días de Tel Aviv en San Petersburgo", un evento cultural dirigido por el Consulado General de Israel en San Petersburgo, Kabiri apoyó los eventos en nombre de la Hermitage Museum Foundation Israel. Además, como parte de los eventos del 250 ° aniversario del Museo del Hermitage en Israel, con la colaboración del Ministerio de Relaciones Exteriores de Israel, Kabiri encabezó la exhibición "Dada y Surrealismo", del Museo de Israel, que incluye posesiones de artistas individuales, entre ellos Man Ray, Max Ernst y Marcel Janco.
En 2015, compró el club de fútbol Hapoel Tel Aviv de Israel y en 2016, firmó un acuerdo de colaboración con China Machinery Engineering Corporation ("CMEC") que incluye la construcción del nuevo estadio del equipo.
En 2016 inició la publicación "La vida de Sophie Lissitzky-Küppers" con la colaboración de la Fundación Lissitzky en el Museo Vanabbe.
En junio de 2019, se comprometió a hacer una donación de su colección de arte al Museo Estatal del Hermitage en Rusia, por un valor de 7 millones de dólares. Esta donación consiste en pinturas y esculturas del artista ruso Vladimir Sterligov, estudiante de Kazimir Malevich, y del maestro impresionista francés, Edgar Degas.

## Publicaciones
- "The Sculpture of Edgar Degas" ISBN 978-965539-007-0
- Las esculturas de Edgar Degas (ISBN 9788448255336) - coautor[22]
- Selling Russia's Treasures (ISBN 978-0789211545) - co-director[7]
- Lissitzky – Kabakov, Utopia and Reality (ISBN 9791092033007)[23]
- White City- Bauhaus architecture in Tel Aviv (ISBN 9791092033014)
- Edgar Degas-Figures In Motion (ISBN 978-5-91373-064-0)[24]
- "Dada and Surrealism" (ISBN 978-5935725570)[25]
- "The Experience of Totality" (ISBN 978-8415691532)[26]